# Viszlát nyár

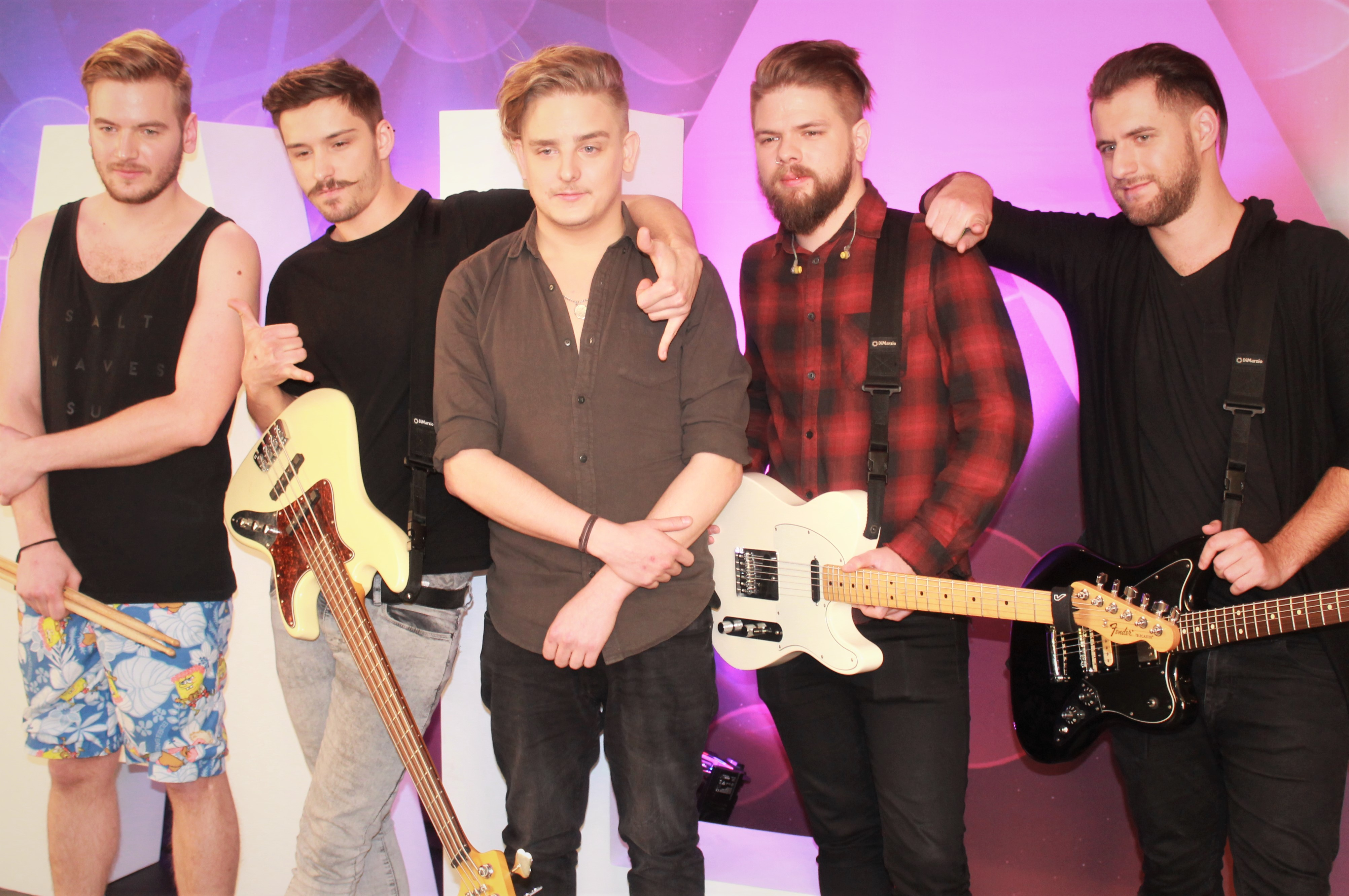
AWS beim A Dal 2018, v. l. n. r.: Áron Veress, Somer Schiszler, Örs Siklósi, Dániel Kökényes und Bence Brucker.

Viszlát nyár (Aussprache [ˈvislaːt ˈɲaːr], ung. für Tschüss Sommer oder Auf Wiedersehen Sommer) ist ein Lied der ungarischen Metalcore-/Post-Hardcore-Band AWS und der offizielle Beitrag Ungarns beim Eurovision Song Contest 2018 in Lissabon, Portugal.
Das Lied wurde bereits am 21. Oktober des Jahres 2017 über EDGE Records als Download veröffentlicht. Der Text stammt aus der Feder des Sängers Örs Siklósi, während die Musik von den übrigen Musikern der Band erarbeitet wurde.

## Der Weg zum Eurovision Song Contest

### Nationaler Vorentscheid
Am 6. Dezember 2017 wurden AWS als Teilnehmer beim nationalen Vorentscheid bestätigt. Die Gruppe stieg im zweiten Durchgang des Wettbewerbs am 27. Januar 2018 ein und erreichte durch das Juryvoting das Halbfinale des Musikwettbewerbs. Am 17. Februar nahm die Gruppe am Halbfinale teil, in dem sie erneut durch Juryentscheid, das Finale erreichten.
Am 24. Februar wurde das Finale ausgespielt. AWS gewannen mit Viszlát nyár den Wettbewerb, bei dem die Zuschauer abstimmen durften.

### Eurovision Song Contest
Die Band nahm mit ihrem Beitrag am zweiten Halbfinale des Eurovision Song Contest, das am 10. Mai 2018 ausgetragen wurde, teil. Deutschland, Frankreich und Italien waren neben den Teilnehmern des zweiten Halbfinales stimmberechtigt. Ungarn qualifizierte sich mit ihrem Beitrag als einer der zehn besten Teilnehmern des zweiten Halbfinales für das Finale am 12. Mai 2018. Bei der anschließenden Startplatzauslosung wurde bekannt, dass AWS in der zweiten Hälfte des Finales ihren Beitrag präsentieren werden. Nach dem Finale wurden die Ergebnisse der beiden Halbfinals veröffentlicht. Viszlát nyár setzte sich knapp vor dem rumänischen Teilnehmer The Humans durch und wurde Zehnter. Dabei trennten beide Beiträge lediglich vier Punkte.
Im Finale startete Ungarn an Position 21. Das Lied schnitt bei der Jury schlecht ab. Lediglich von den Komitees aus Aserbaidschan, Griechenland, Zypern, Israel, Polen, Tschechien und Litauen erhielt der ungarische Beitrag Punkte, wobei Aserbaidschan als einziger mit 8 Punkten die höchste Wertung vergab. Bei den Zuschauern kam das Stück ein wenig besser an: Die Höchstwertung von 12 Punkten wurde von Serbien an die Ungarn vergeben. Rumänien und Finnland vergaben 10 bzw. 8 Punkte. Aus Polen wurden sieben Punkte an die Ungarn vergeben, aus Bulgarien fünf. Die Zuschauer aus Österreich, Estland, Slowenien und Montenegro vergaben jeweils drei Zähler, aus Deutschland, der Niederlande, Italien, der Republik Moldau und Belarus gingen zwei Punkte an Ungarn. Die Ukraine bedachte Viszlát nyár mit einem Punkt. Am Ende standen 93 Punkte zu Buche was Platz 21 bedeutete.

## Ergebnisse

### Halbfinale
| Punkte (Jury) | erhalten von | Punkte (Zuschauer) | erhalten von                          |
| ------------- | --- | ------------------ | ------------------------------------- |
| 12 Punkte     | niemand | 12 Punkte          | Serbien                               |
| 10 Punkte     | niemand | 10 Punkte          | Polen, Rumänien                       |
| 08 Punkte     | niemand | 08 Punkte          | San Marino, Niederlande, Deutschland  |
| 07 Punkte     | niemand | 07 Punkte          | niemand                               |
| 06 Punkte     | Polen | 06 Punkte          | Italien                               |
| 05 Punkte     | Russland | 05 Punkte          | Slowenien                             |
| 04 Punkte     | Australien | 04 Punkte          | Georgien, Russland                    |
| 03 Punkte     | Slowenien, Rumänien | 03 Punkte          | Lettland, Australien                  |
| 02 Punkte     | Georgien | 02 Punkte          | Ukraine, Norwegen                     |
| 01 Punkt      | niemand | 01 Punkt           | Schweden, Montenegro, Republik Moldau |
| keine Punkte  | Frankreich, Deutschland, Niederlande, Italien, San Marino, Serbien, Republik Moldau, Montenegro, Schweden, Norwegen, Ukraine, Lettland | keine Punkte       | Frankreich                            |

| Platz | Startnr. | Punkte | Punkte    | Punkte |
| Platz | Startnr. | Jury   | Zuschauer | Gesamt |
| ----- | -------- | ------ | --------- | ------ |
| 10.   | 13       | 23     | 88        | 111    |

### Finale
| Punkte (Jury) | erhalten von | Punkte (Zuschauer) | erhalten von |
| ------------- | --- | ------------------ | --- |
| 12 Punkte     | niemand | 12 Punkte          | Serbien |
| 10 Punkte     | niemand | 10 Punkte          | Rumänien |
| 08 Punkte     | Aserbaidschan | 08 Punkte          | Finnland |
| 07 Punkte     | niemand | 07 Punkte          | Polen |
| 06 Punkte     | Griechenland | 06 Punkte          | niemand |
| 05 Punkte     | niemand | 05 Punkte          | Bulgarien |
| 04 Punkte     | Zypern | 04 Punkte          | niemand |
| 03 Punkte     | Israel, Polen | 03 Punkte          | Österreich, Estland, Slowenien, Montenegro |
| 02 Punkte     | Tschechien, Litauen | 02 Punkte          | Deutschland, Niederlande, Italien, Republik Moldau, Belarus |
| 01 Punkt      | niemand | 01 Punkt           | Ukraine |
| keine Punkte  | Deutschland, Österreich, Schweiz, Finnland, Schweden, Norwegen, Dänemark, Island, Frankreich, Belgien, Niederlande, Estland, Lettland, Belarus, Russland, Ukraine, Republik Moldau, Georgien, Serbien, Mazedonien Montenegro, Kroatien, Albanien, Bulgarien, Rumänien, Vereinigtes Königreich, Irland, Italien, San Marino, Malta, Armenien, Portugal, Spanien, Slowenien, Australien | keine Punkte       | Israel, Zypern, Tschechien, Schweden, Norwegen, Island, Dänemark, Albanien, Mazedonien, Litauen, Lettland, Frankreich, Vereinigtes Königreich, Irland, Spanien, Portugal, Russland, Armenien, Aserbaidschan, Georgien, Belgien, Schweiz, Griechenland, Kroatien, Malta, San Marino, Australien |

| Platz | Startnr. | Punkte | Punkte    | Punkte |
| Platz | Startnr. | Jury   | Zuschauer | Gesamt |
| ----- | -------- | ------ | --------- | ------ |
| 21    | 21       | 28     | 65        | 93     |

## Veröffentlichungen
Viszlát nyár wurde am 21. Oktober 2017 über dem ungarischen Label EDGE Records auf digitaler Ebene weltweit veröffentlicht. Zwei Tage zuvor wurde ein offizielles Musikvideo auf der Plattform YouTube veröffentlicht, dass inzwischen über eine Million Aufrufe erhielt (Stand: 10. April 2018). Am 20. April 2018 wird das Lied zusammen mit den anderen Beiträgen des Eurovision Song Contests auf dem offiziellen Sampler als Tonträger herausgegeben. Einen Tag zuvor, am 19. April, veröffentlichte die Gruppe mit Summer Gone eine englischsprachige Version des Liedes, wobei die eigentliche Übersetzung richtig Goodbye, summer lautet.
Viszlát nyár ist auf dem vierten Album Fekete Részem, das im Oktober 2018 veröffentlicht wurde, gemeinsam mit der Akustikversion des Stückes als Bonuslied zu finden.

## Text und Musik
Laut Metal Hammer handelt das Lied über das Sterben. Tatsächlich verarbeitet Sänger und Liedtexter Örs Siklósi in diesem Lied den Tod seines Vaters, der im Sommer verstarb. Der gesamte Liedtext ist auf Ungarisch verfasst worden. In Teil des Stückes ist aus der Sicht des Vaters verfasst und zeigt das Leiden und die letzten Gedanken eines im Sterben liegenden Mannes auf. Das Ziel der Band sei es mit dem Lied auf das Bewusstsein, dass das Thema Tod innerhalb der Szene selbst weitestgehend als etwas Furchtbares betrachtet wird, aufmerksam zu machen. Allerdings, so die Musiker, versuche man öfters untereinander über diese Thematik zu sprechen, um den Wert der gemeinsamen Zeit wertschätzen zu können.
Felix Bayer vom Onlineangebot des Spiegel beschreibt Viszlát nyár als einen modernen Metalsong mit Hardcore-Einflüssen und einem „amtlichen Refrain“, bei dem man kein Ungarisch können müsse, um diesen mitzugröhlen. Verglichen wird die Musik des Liedes mit Atreyu.

## Chartplatzierungen
Nach dem Finalerfolg beim nationalen Vorentscheid Ungarns für den Eurovision Song Contest stieg das Lied auf Platz eins in den ungarischen Singlecharts ein. In den ungarischen Single-Jahrescharts für das Jahr 2018 wurde Viszlát nyár auf Platz 50 gelistet.